# Campoplex costulatus
Campoplex costulatus là một loài tò vò trong họ Ichneumonidae.